# ジャニーズJr.ランド
『ジャニーズJr.ランド』（ジャニーズ ジュニア ランド）は、BSスカパー!で放送されていたバラエティ番組である。2012年9月までは初回放送のみ契約者特典放送でリピート放送は時間帯により無料放送だったが、2012年10月以降は「無料の日」以外初回・リピート共に全て契約者特典放送。

## 出演者
- ジャニーズJr.
  - 初期メンバー
    - Sexy Zone[1]
      - 中島健人[2]、菊池風磨[2]、佐藤勝利[2]、松島聡[2]、マリウス葉[2]

    - 倉本郁[2]、神宮寺勇太[2]、岸優太[2]、高橋颯[2]、高橋実靖[2]、脇山礼[2]、羽生田拳武[2]

  - 2012年4月加入[3]
    - 岩橋玄樹[2][3]、秋葉瑠世[2][3]、宮近海斗[2][3]、吉澤閑也[2][3]、谷村龍一[2][3]

  - 2013年3月以降加入[4]
    - 山下一成、松倉海斗、川﨑翔太、千田京平、中村嶺亜、梶山朝日、阿部顕嵐、橋本涼、井上瑞稀、塙大輝、田中誠治、川口優、栗田恵、松田元太、玉元風海人、海宝潤、村木亮太、羽場友紀、千野葵、金田耀生、岡田蒼生、髙橋凛、古林虹輝、大久保ルイス、角田侑晟、鈴木舜映、水越大介、本髙克樹

  - 2013年6月以降加入[5]
    - 菅田琳寧、石田直也
- 茂木淳一 - MC
- 落合隼亮 - ナレーション
- 吉川未来 - ナレーション

## コーナー
- ジュニラン・プレッシャー・プレス[3]
- ブレインミラー[3]
- ディベー島[3]

## スタッフ
- 企画：赤松勇介
- 構成：櫻井昭宏、林田晋一、西村佳之
- 振付：SANCHE、八木雅、植田成吾
- 技術：スウィッシュ・ジャパン、テイクシステムズ、フジ・メディア・テクノロジー（旧 八峯テレビ）
- 照明：共立ライティング
- 美術：テレビ朝日クリエイト
- 車輌：極東電視台
- スタイリスト：城宝昭子
- ヘアメイク：高林悦子
- 編集：五郎丸亮（メディア・リース）
- MA：村上敏之（メディア・リース）
- 音楽効果：石崎野乃（J-WORKS）
- CG：大森清一郎（スタジオグーニーズ）
- AD：高橋容子、臼杵花絵
- AP：大町亜希子(ゾディアック)、阿部哲大
- 制作進行：江原晃子、輿石将大
- 広報：堀小百合、杉原里衣、石岡えみ、大川美春
- 編成：植田恭輔
- プロジェクトプロデューサー：和田嘉吉郎、小島拓也
- プロデューサー：岡田恒明
- ディレクター：佐藤文友（CRAZYTV)
- 演出：相澤幸一
- 協力：ゾディアック
- 企画協力：コラージュ
- 制作協力：acro
- 制作：THE WORKS
- 製作著作：スカパー!

### 過去のスタッフ
- AP：浜崎知子
- AD：日比野大輔、小川香織
- 制作進行：平田
- 編成：平野雄大
- プロデューサー：池田禎子
- ディレクター：渡邊禎、二村啓太、箕臼高志

## ジュニランNEO
2023年4月28日より、『ジャニーズJr.ランドNEO』のタイトルでTBSチャンネル1にて放送開始、配信サービスSPOOXにて配信開始。
同年10月13日より、番組名が『ジュニランNEO』に変更された。

### 出演者
番組開始時のメンバー
- ジュニア
  - Go!Go!kids
    - 羽村仁成、松浦銀志、田仲陽成、佐久間玲駈、三村航輝、寺澤小十侑、鮫島令、上原剣心

  - 阿達慶、千井野空翔、小鯛詩恩、竹村実悟

- 茂木淳一 - MC

### スタッフ
- ナレーション：山田茉莉
- 構成：片岡章博、かがくと森田くん
- 技術協力：スウィッシュ・ジャパン
- CAM：大澤民典
- VE：安井康喜
- 音声：嶽はる菜
- 照明：武田夏海
- スタイリスト：柴田拡美（クリエイティブギルド）
- ヘアメイク：服部幸雄、前田彩花
- 編集：横山勇介
- MA：近藤拓弥
- 音楽効果：西方裕弥
- CG：小室泰樹
- 編成：浪久由貴（TBS）
- 宣伝：宮井隆行（TBS）、中間美里愛（TBS）、荒井麻弓
- 広報：荒木麻弓
- AD：長瀬真由夏、小堀実桜、宮崎渉
- AP：本間佑香
- ディレクター：大馬渡伸
- プロジェクトプロデューサー：和田嘉吉郎（コラージュ）
- チーフプロデューサー：石岡えみ
- プロデューサー：柄澤汐璃、三室亮馬（TBS）、佐々木俊勝、笹野健太郎
- 監修：藤田賢城
- 総合演出：戸田悠貴
- 企画：コラージュ
- 企画協力：ジャニーズ事務所
- 協力：サン・アド
- 制作協力：バミューダ、アサンブラージュ
- 製作著作：スカパー!